# Champteussé-sur-Baconne
Champteussé-sur-Baconne é uma ex-comuna francesa na região administrativa da Pays de la Loire, no departamento de Maine-et-Loire. Estendeu-se por uma área de 11,48 km². Em 2010 a comuna tinha 354 habitantes (densidade: 30,8 hab./km²).9 hab/km².
Em 1 de janeiro de 2016 foi fundida com a comuna de Chenillé-Changé para a criação da nova comuna de Chenillé-Champteussé.